# Walter Möhlmann
Walter Möhlmann (* 18. Januar 1912 in Soltau; † 26. April 1977 in Kassel) war ein deutscher Politiker (DP, CDU). Er war Landrat im Kreis Soltau und von 1951 bis 1967 Abgeordneter im Landtag von Niedersachsen.
Möhlmann besuchte die Mittelschule in Soltau und die Oberrealschule in Uelzen. Er studierte anschließend von 1934 bis 1938 das Bauingenieurwesen an der Technischen Hochschule Hannover. Danach war er bis 1945 als Bauleiter einer Berliner Großbaufirma beschäftigt. Nach 1945 führte er einen eigenen Betrieb in Soltau. Seit 1948 war er dort Landrat des Kreises Soltau. Möhlmann zog erstmals am 6. Mai 1951 in den Landtag von Niedersachsen ein, dem er durchgehend bis zum 5. Mai 1963 angehörte. Dann schied er aus, um einen Monat später, am 12. Juni 1963 wieder in die fünfte Wahlperiode einzuziehen. Er blieb bis zum Ende dieser am 5. Juni 1967 im Landtag vertreten. Vom 26. Mai 1955 bis zum 11. April 1963 war er Schriftführer des Niedersächsischen Landtages. Außerdem war er vom 17. Oktober 1951 bis zum 26. September 1952 Vorsitzender des Ausschusses für Jugendfragen. Von 1951 bis 1959 gehörte er der DP/CDU-Fraktion an, gehörte dann bis März 1962 der DP-Fraktion an, trat dann jedoch zur CDU-Fraktion über.